# 李征 (1978年5月)
李征（1978年5月—），辽宁大连人，满族，中华人民共和国政治人物、第十一届全国人民代表大会解放军代表。
毕业于空军工程大学制导雷达专业，是中共党员。担任成都军区某部九连连长。2008年起担任全国人大代表。